# يحيى حبيب
يحيى حبيب (بالإنجليزية: Yahya Habeeb) (من مواليد 1 أبريل 1986) هو متسابق مضمار وميدان سعودي. متخصص في الجري السريع. فاز بالميدالية الذهبية في سباق 100 متر في دورة الألعاب الآسيوية 2006. ومثل المملكة العربية السعودية في بطولة العالم لألعاب القوى 2007. أفضل رقم له هو 10.28 ثانية.

كان أول ظهور له على المسرح العالمي في الخامسة عشرة من عمره، وتنافس في سباق 100 متر و سباق 200 متر في بطولة العالم للشباب لألعاب القوى 2001. في العام التالي فاز بسباق 100 متر في بطولة الخليج للشباب وفاز بالميدالية الفضية في بطولة العرب للشباب.